# Grant Heslov
Grant Heslov (født 15. maj 1963) er en amerikansk skuespiller, filmproducer, filminstruktør og Manuskriptforfatter. Han er kendt for sin rolle i Good Night, and Good Luck fra 2005, som han også var medproducer og medforfatter på. Han har været nomineret til en Oscar 3 gange.
Heslov startede sin skuespillerkarriere i 1982 med en rolle i tv-serien Joanie loves Chachi. Han fik sin filmdebut i filmen The Journey of Natty Gann fra 1985. I 1998 skrev og instruerede han kortfilmen Waiting for Woody, der handlede om en Woody Allen-fan. Han vandt flere festivalpriser for kortfilmen.
Heslov skrev manuskriptet til filmen Good Night, and Good Luck, som han fik Golden Globe-, BAFTA Award- og Oscarnomineringer for. I 2009 instruerede og producerede han filmen The men who stare at goats. I 2012 blev han nomineret til en Oscar for bedste filmatisering som medforfatter på filmen Kamæleonen.

## Udvalgte Roller
- 1982: Joanie loves Chachi – Mark
- 1983: Blomsterbørns børn – Doug
- 1984: Happy Days – Dennis Morton
- 1985: The journey of Natty Gann – Parker's Gang
- 1989: Hun så et mord – Bernard "Bernie" Bendlestein
- 1990: Baywatch – Buddy T. Semple
- 1993: Seinfeld – Car Thief
- 1996: Black Sheep – Robin Mieghem
- 1998: Enemy of the State – Lenny
- 2000: CSI: Crime Scene Investigation – Coroner Corbett
- 2000: X-files – Andre Bormanis
- 2005: Good Night, and Good Luck – Don Hewitt